# Gabillou
Gabillou település Franciaországban, Dordogne megyében. Lakosainak száma 97 fő (2022. január 1.). Gabillou Sainte-Eulalie-d’Ans, Ajat, Brouchaud, Chourgnac, Sainte-Orse és Cubjac-Auvézère-Val d'Ans községekkel határos.

## Népesség
A település népességének változása:
| Lakosok száma | 130  | 94   | 104  | 105  | 94   | 96   | 94   | 91   | 93   | 97   |
|               | 1968 | 1982 | 1990 | 2006 | 2013 | 2015 | 2017 | 2019 | 2020 | 2022 |